# Centralprovinserna i Brittiska Indien
Centralprovinserna (engelska Central Provinces, från 1903 Central Provinces and Berar), var en provins
i brittiska Indien, mellan 17° 50' och 24° 27' nordlig bredd samt 76° och 85° 15' östlig längd. De gränsade i väster och norr till åtskilliga tributstater och till Bengalen, i öster till Bengalen och Madras, i söder till Nizam. Arealen före införlivandet av Berar var 300 154 km², av vilka 223 920 km² var omedelbart brittiska besittningar med 9 876 646 invånare 1901 och 76 234 km² tillhörde ett antal mindre vasallstater med 1 996 383 invånare 1901. 
Söder om Narbada genomdras landskapet från väst till öst av Satpurabergen, som har en höjd av 1 200 m ö.h., och öster om denna bergsträcka befinner sig Gondwanaplatån, som utgör vattendelaren för mellersta Indien. I norr förekommer utsprång av Vindhyabergen.  Huvudfloderna är Narbada, med riktning åt väst, samt Mahanadi och Godavari åt öst. De bördigaste, bäst odlade och tätast bebodda trakterna är floddalarna, Chhatisgarh-slätten samt landet mellan Satpurabergen och Wardha. Huvudprodukter är ris (i Chhatisgarh), vete (i Narbadadalen), hirs, oljeväxter, baljväxter och bomull (i Wardhadalen), vilken ansågs för den bästa i Indien. 
Klimatet runt sekelskiftet 1900 utmärkte sig genom stor regelbundenhet i regnmängden, vilken årligen i medeltal uppgick till 1,6 m. Temperaturen utgjorde i medeltal omkring 25 °C. Torkan 1896 och 1899 förorsakade dock i denna provins svårare hungersnöd än i någon annan del av Indien och nedbragte 1891 års folkmängdssiffra med 8-9 %. Genom hela landet sträckte sig stora skogar av teakträd och ebenholts. Stenkolslager av stor mäktighet bearbetades i ett par distrikt.
Provinsen genomskars av Great Indian Peninsula-järnvägen med bibanor förbi Nagpur (med fortsättning öster ut till Bengalen) och Jabalpur, varifrån linjen fortsattes till Allahabad. Därjämte byggdes under hungersnöden en gren av Indian Midland-järnvägen (från Sagar genom Damoh). Befolkningen bestod till större delen av gonder (vilka före grundandet av riket Delhi bildade fyra stater under inhemska furstar i dessa trakter, men senare uppgick i marattstaterna), av åtskilliga marattstammar, av indoariska hinduer (såsom kurmi, katsji, pomvar och bagri) och av hindustanska stammar från Deccan. Antalet muslimer, parser, perser och andra främlingar var mycket ringa. 1901 var 9 745 559 hinduer, 1 744 546 tillhörde okultiverade stammar, 307 302 var muslimer, 48 183 jainer, 25 591 kristna (svenska EFS hade ej mindre än 10 stationer bland gonderna i Centralprovinserna), och så vidare. Språket var i norr och öst hindi, i söder telugu, i väst marathi, varjämte gondi talades i avlägsna trakter. 
Centralprovinserna, som bildades 1861 av delar av Nordvästprovinserna och Madras, vilka förut tillhört marattriket Nagpur, och utvidgades 1872, förvaltades av en "chief commissioner" (överkommissarie) under generalguvernören. De bestod av fyra "divisioner" (under var sin "commissioner"): Chhatisgarh med tre, Nagpur, Jabalpur och Narbada med fem distrikt vardera. Vasallstaterna var 15, av vilka de största var Bastar (33 829 km², 306 501 invånare 1901), Karond (9 700 km², 336 961 invånare 1901), Patna (6 213 km², 277 566 invånare 1901), Bamra (5 150 km², 123 289 invånare 1901) och Raigarh (3 850 km², 174 911 invånare 1901). Provinsens huvudstad var Nagpur.